# Abdou Diouf

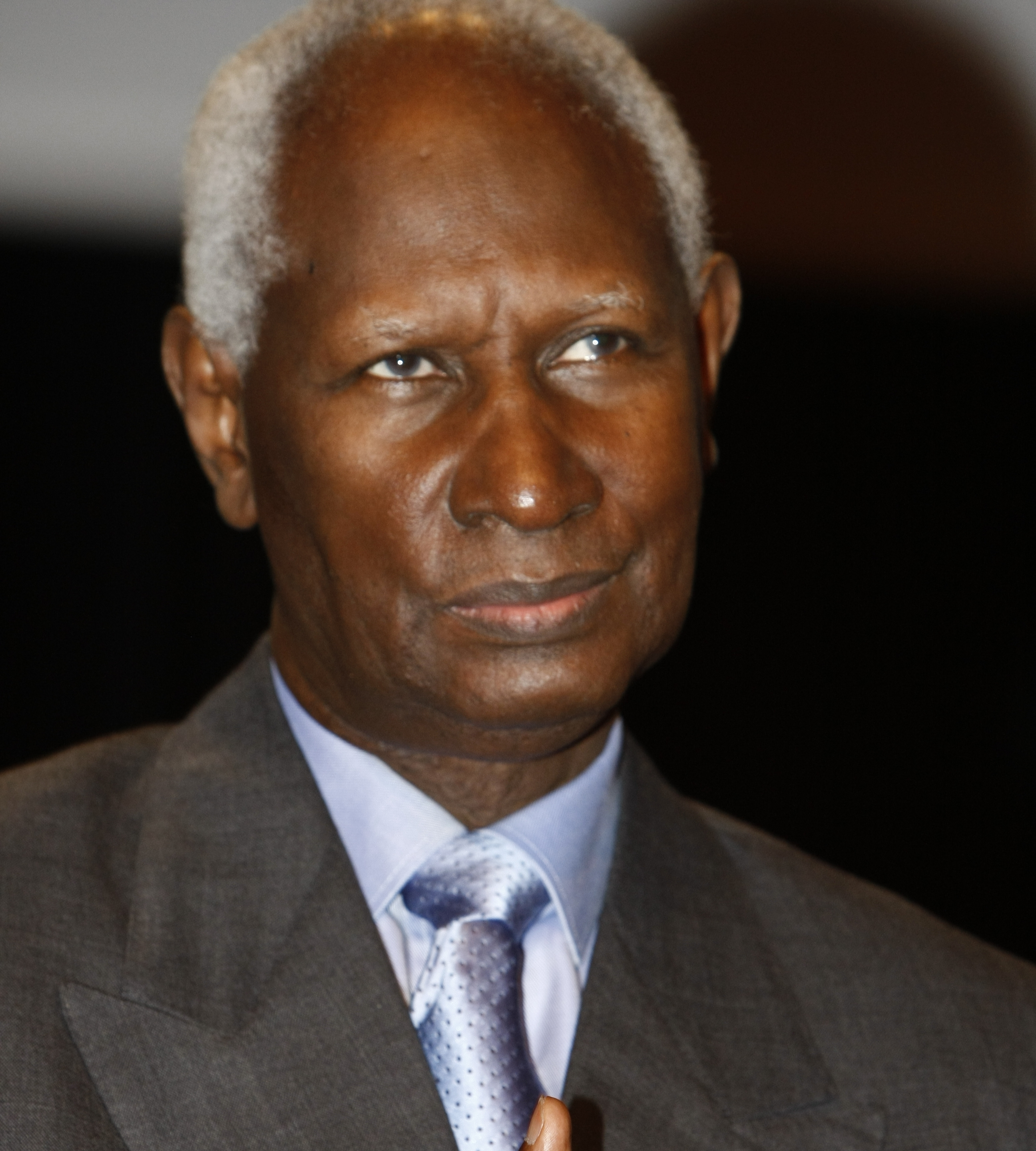
Abdou Diouf in 2008

Abdou Diouf (Louga, 7 september 1935) is een Senegalees politicus voor de Parti Socialiste du Sénégal.
Hij was eerste minister (1970-1980) en opvolger van Léopold Senghor als president (1981-2000) van Senegal.
In 1981 stemde Senegal voor een confederatie met Gambia onder de naam Senegambia, die op 1 februari 1982 van kracht werd, maar op 30 september 1989 alweer ontbonden werd. Bij de presidentsverkiezingen van 2000 werd hij verslagen door Abdoulaye Wade.
Van 1 januari 2003 tot 31 december 2014 was Diouf secretaris-generaal van de Organisation internationale de la francophonie (OIF).